# Iliya Goldrin
Iliya Goldrin (hebräisch איליה גולדרין; * 28. April 1995) ist ein israelischer Volleyballspieler.

## Karriere
Goldrin begann seine Karriere 2013 bei Hapoel Ironi Kiryat Ata. Danach spielte er eine Saison bei Hapoel Menashe Emek Hefer und dann zwei Jahre bei Hapoel Mate-Asher. 2017/18 war er bei Maccabi Tel Aviv aktiv, bevor er zu Hapoel Kfar Saba wechselte. Von 2019 bis 2021 spielte er jeweils noch eine Saison bei Kiryat Ater und Kfar Saba. 2021 wechselte der Außenangreifer zum Schweizer Erstligisten Volley Näfels. Mit der israelischen Nationalmannschaft nahm er an der Europameisterschaft 2023 im eigenen Land teil, die für Israel nach der Vorrunde endete. Zur Saison 2023/24 wurde Goldrin vom deutschen Bundesligisten Helios Grizzlys Giesen verpflichtet.